# 事業手印
在無上瑜伽部中，事業手印，又稱業印、行印，是一種瑜伽，經由與人類女性（實體明妃）之間的性行為來進行，是雙身法修行的方法之一。為圓滿次第的一部份。那洛六法中，將雙身法視為是拙火瑜伽的進階與延伸，因此又稱拙火事業手印。格魯派創始者宗喀巴認為修行事業手印，必須有一定條件，不是人人都可以修行。他主張以智慧手印，來取代事業手印。